# Pteromalus rudowii
Pteromalus rudowii är en stekelart som beskrevs av Dalla Torre 1898. Pteromalus rudowii ingår i släktet Pteromalus och familjen puppglanssteklar. Inga underarter finns listade i Catalogue of Life.